# Starlab Space Station
Starlab — частная космическая станция, которую планируют запустить в 2028 году. Её разрабатывает совместное предприятие Starlab Space компаний Voyager Space и Airbus.
Станция будет рассчитана на постоянное пребывание экипажа из четырёх человек и до 30 лет работы на орбите. Она будет включать лабораторный, жилой и служебный модули.
Модули Starlab в диаметре будут достигать примерно 8 метров, что примерно в два раза больше диаметра модулей МКС. Вывести на околоземную орбиту станцию планируется за один пуск многоразовой транспортной системы Starship.
Компании Voyager и Airbus работают над проектом вместе с NASA, поскольку Starlab ранее получила финансирование в рамках программы агентства «Коммерческие пункты назначения на НОО».